# 普鲁登蒂-迪莫赖斯
普鲁登蒂－迪莫赖斯是巴西米纳斯吉拉斯州的一个市镇。总面积125.783平方公里，总人口8874人，人口密度70.6人/平方公里。